# Intxaursaltsa
La intxaursaltsa o intxaur-saltsa (salsa de nueces, en lengua vasca) es un postre tradicional navideño del País Vasco, principalmente de Guipúzcoa, cuyo origen se encuentra en los caseríos de las zonas rurales.
Se trata de un postre cremoso con una consistencia similar a unas natillas, cuya textura final más o menos espesa depende fundamentalmente de la cantidad de nueces empleada y del tiempo de cocción.
Para su elaboración se utilizan leche y nata, nueces picadas, azúcar y canela. La mezcla se cuece a fuego lento, espesándose hasta conseguir la textura deseada.
En sus orígenes se añadían también otros ingredientes como el bacalao seco desmigado.